# Pečurka (přístřešek)

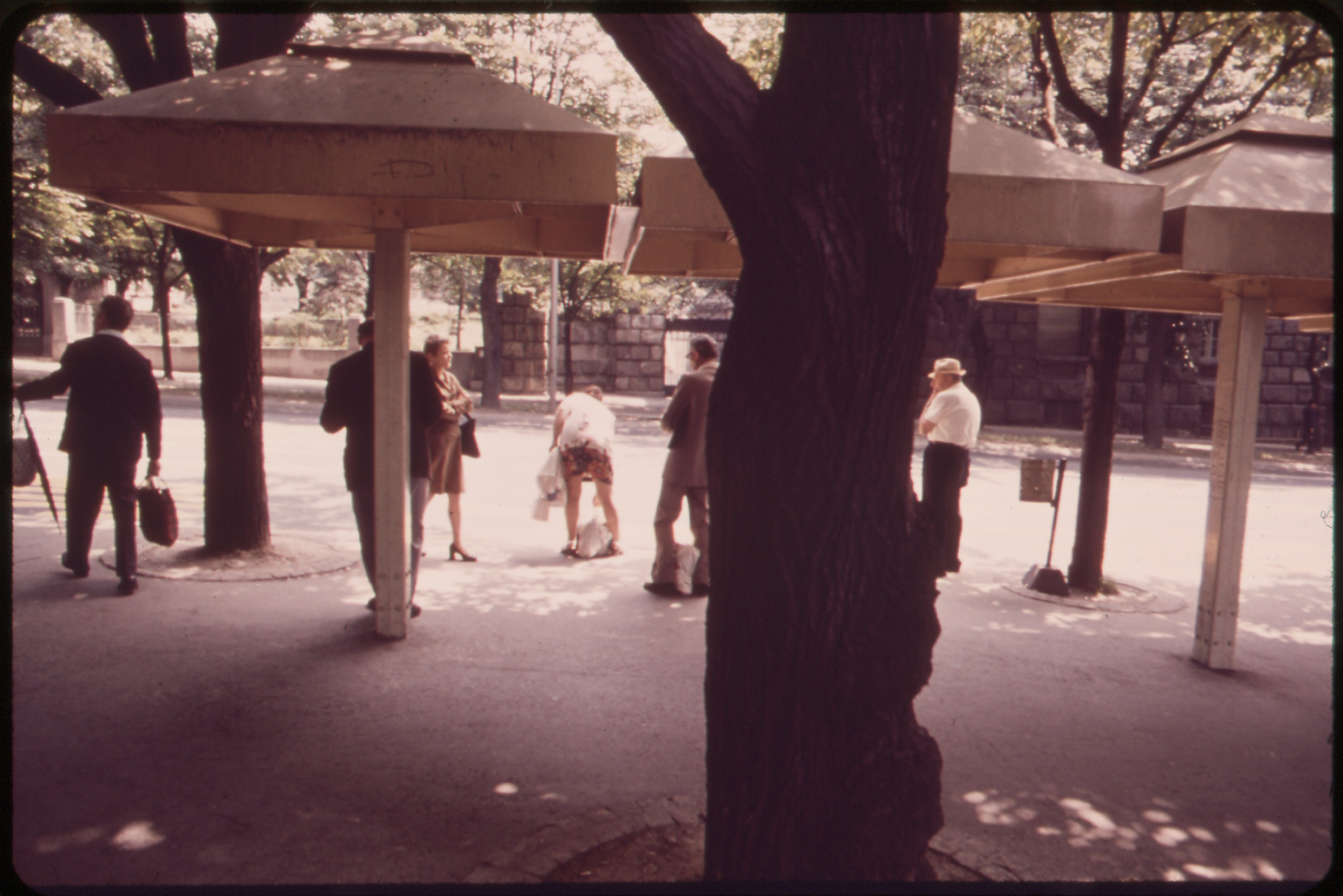
Přístřešek v Bělehradě v roce 1973.

Pečurka (doslova houba) je lidové označení pro autobusové přístřešky, které se používaly v 70. a 80. letech 20. století v tehdejší Jugoslávii. V zemi se staly ikonickým symbolem pro veřejnou dopravu.

## Popis
Přístřešek má podobu nápadného žlutého nebo oranžového jehlanu, který je ve své centrální části postaven na jediný nosný sloup. Vyrobeny byly z pevného kovu, díky čemuž měly vysokou životnost (tj. bylo možné je pravidelně opravovat a modernizovat). Existovaly i lehčí alternativy z plastu.
Pro větší zastávky se tyto přístřešky seskupovaly po dvou a většinou po třech podle potřeby. Velmi zřídka se objevovaly zastávky s jednou pečurkou a někdy byly použity vedle sebe i tři nebo čtyři.
Ve své době byl design přístřešků označován za velmi moderní, trpěly však nižší stabilitou a postupem času se vyvracely.[zdroj?] V případě nehody motorového vozidla dojde velmi snadno k pádu přístřešku.
Dva tyto přístřešky váží 300 kg.

## Historie
Přístřešky se nejprve objevily v Bělehradě v roce 1972 a postupně se šířily především v oblastech, kde bylo nutné zavádět autobusovou nebo trolejbusovou dopravu (tj. na sídlištích a okraji města obecně). 
V bývalé Jugoslávii díky svojí trvanlivosti přežily i války v 90. letech. V Srbsku se i nadále vyrábí a jsou i nadále budovány. A to i přesto, že jsou na mnoha místech nahrazovány přístřeškami evropského typu, které poskytují i boční ochranu před povětrnostními vlivy.

## Kritika
Přístřešky byly již od svého vzniku kritizovány za to, že jsou ze všech stran otevřené a že jen velmi málo chrání před deštěm, a potom zcela vůbec před větrem.